# Герб Благовіщенського району
Герб Благовіщенського райо́ну — один з офіційних символів Благовіщенського району Кіровоградської області. Затверджений сесією Ульяновської районної ради рішенням № 1108;244 від 15 вересня 2000 р.
|  | В червоному полі золотий хвилястий стовп з накладеним синім хвилястим нитяним стовпом. Щит увінчаний золотим пшеничним снопом, який супроводжується обабіч двома золотими декоративними галузками, а з-під нього йде срібний рушник, гаптований синім українським орнаментом. Щит охоплений двома золотими дубовими галузками, з'єднаними внизу синьою девізною стрічкою, яка йде навколо трьох золотих калинових листочків з червоним калиновим кетягом. Девіз написаний золотими літерами на синій стрічці: ПРАЦЯ ПОРОДЖУЄ ШАНУ (український відповідник латинського виразу LABORIS PARIUNT HONORES). |

## Символіка герба
Червоне поле гербового щита нагадує про складну історію земель, які займає Ульяновський район і є символом активності, життєздатності, військової звитяги та непереможності. Синій хвилястий стовп уособлює річку Синицю, яка протікає територією району. Золотий хвилястий стовп характеризує береги Синиці та й увесь Благовіщенський район як хліборобську житницю, символізує пшеничні поля — багатство та запоруку добробуту краю.
Дуб — домінуюча порода дерев у рослинному світі району. Він символізує витривалість, силу і славу, віру й доброчесність. Загальна кількість дубових листочків (26) в галузках декоративного оздоблення щита відповідає кількості населених пунктів району. Калина — найпопулярніша рослина української міфології та фольклору, втілення сонячної енергії, живильної сили землі, води й повітря.
Вона має багатий символічний діапазон від філософського аналога світового дерева до художніх образів дівочої краси, юності, цнотливості. Повною мірою калину можна вважати символом самої України, її землі й народу. Девіз герба утверджує працьовитість як неодмінний моральний обов'язок кожної людини щодо Батьківщини, суспільства, сусідів, рідних і самого себе, як важливий життєвий принцип, що приведе до кращої долі всіх і кожного, як людську рису, що гідна найвищих нагород, шани і слави.